# سیلور کریک (میسیسیپی)
سیلور کریک (به انگلیسی: Silver Creek) شهرکی در ایالت میسیسیپی کشور ایالات متحده آمریکا است که جمعیت آن در سرشماری سال ۲۰۱۰ میلادی، ۲۱۰
نفر بوده‌است.